# Frits Pirard
Godefridus (Frits) Pirard (Breda, 8 december 1954) is een voormalig  Nederlands wielrenner. Na zijn wielerloopbaan was hij even ploegleider. 
In 2004 werd hij vertegenwoordiger in een horeca-groothandel.

## Erelijst
- als amateur: 77 overwinningen

1978
- Ronde van Midden-Nederland

1979
- GP Ouest France-Plouay
- 2e etappe in de Dauphiné Libéré
- NK Scratch

1981
- 2e Ronde van Vlaanderen
- 1e etappe Tour Midi Pyrénéés

1982
- Ulvenhout
- Heusden Zolder (B)

1983
- 3e Kampioenschap van Zürich
- 1e etappe Ronde van Frankrijk
- 2e puntenklassement Ronde van Frankrijk
- Zwijndrecht (B)
- Huijbergen

1985
- 2e etappe Ronde van Valencia

1986
- NK Puntenkoers

1987
- GP Bessèges

## Resultaten in voornaamste wedstrijden
| Jaar | Ronde van Italië | Ronde van Frankrijk | Ronde van Spanje |
| ---- | ---------------- | ------------------- | ---------------- |
| 1979 |                  |                     | 54e              |
| 1980 |                  |                     |                  |
| 1981 |                  | 94e                 |                  |
| 1982 |                  |                     |                  |
| 1983 | 38e              | 42e (1)             |                  |
| 1984 |                  |                     |                  |
| 1985 |                  |                     |                  |

| Jaar | Milaan-San Remo | Gent-Wevelgem | Ronde van Vlaanderen | Parijs-Roubaix | Amstel Gold Race | Luik-Bast.‑Luik | Waalse Pijl | Bretagne Classic | Brabantse Pijl |  | WK op de weg |  | Wereldranglijsten |
| ---- | --------------- | ------------- | -------------------- | -------------- | ---------------- | --------------- | ----------- | ---------------- | -------------- |  | ------------ |  | ----------------- |
| 1979 | 26e             | 28e           |                      |                | 7e               |                 | 31e         | Goud             |                |  | 23e          |  |                   |
| 1980 |                 |               |                      |                | 48e              | 19e             |             |                  |                |  |              |  |                   |
| 1981 |                 |               | ↑                    | 46e            |                  | 10e             | 11e         |                  | 10e            |  |              |  | 30e (SPP)         |
| 1982 |                 |               | 41e                  |                |                  | 26e             |             |                  |                |  |              |  |                   |
| 1983 | 12e             |               |                      |                |                  |                 |             |                  |                |  |              |  |                   |
| 1984 |                 | 17e           |                      |                |                  |                 |             |                  |                |  |              |  |                   |
| 1985 |                 | 25e           |                      |                |                  |                 |             |                  |                |  |              |  |                   |